# Dănuț Bică
Dănuț Bică (n. 23 august 1964) este un fost fotbalist român de fotbal care a jucat fotbal pe postul de mijlocaș la cluburi de primă divizie precum Universitatea Craiova, Sportul Studențesc.

## Activitate
- Universitatea Craiova (1981-1991)
- FCU Craiova (1991-1993)
- Sportul Studențesc (1993-1994)

## Legături externe
- http://www.transfermarkt.ro/danut-bica/profil/spieler/214360